# Psili Koryfi
Psili Koryfi (řecky Ψηλή Κορυφή, 1589 m n. m.) je hora v pohoří Akarnanika ori v západním Řecku. Nachází se na území regionální jednotky Aitólie-Akarnánie asi 10 km východojihovýchodně od městečka Palairos a 30 km jihovýchodně od města Preveza. Vrchol je místem dalekého rozhledu. Psili Koryfi je nejvyšší horou celého pohoří a s prominencí 1514 m se řadí mezi tzv. ultraprominentní vrcholy.
Na vrchol lze vystoupit například z vesnice Monastiraki.